# Artur García
Artur Albeiro García Rincón (San Juan de Colón, 25 februari 1984) is een Venezolaans wielrenner.

## Carrière
Tussen 2004 en 2013 behaalde García elk jaar minimaal één zege in de UCI America Tour. Daarnaast was hij meerdere dagen in bezit van de leiderstrui, maar wist geen eindklassement op zijn naam te schrijven. Dankzij zes overwinningen in 2008 eindigde hij dat seizoen op de achtste plaats in het eindklassement van de America Tour. In 2011 nam hij deel aan de wegwedstrijd op het wereldkampioenschap, maar reed deze niet uit.

## Overwinningen
2004
10e en 12e etappe Ronde van Venezuela
2005
5e etappe Ronde van Cuba
2006
6e etappe Ronde van Chili
2007
2e etappe Clásico Banfoandes
2008
1e etappe Ronde van Táchira
Copa Federación Venezolana de Ciclismo
1e en 14e etappe Ronde van Colombia
1e etappe Ronde van Venezuela
9e etappe Clásico Banfoandes
2009
2e en 5e etappe Ronde van Táchira
5e etappe Ronde van Venezuela
2010
2e etappe deel B Ronde van Venezuela
1e etappe Ronde van Guatemala
2011
6e etappe Ronde van Táchira
2012
2e etappe Ronde van Venezuela
2013
5e en 10e etappe deel B Ronde van Bolivia
2015
1e etappe Ronde van Táchira
2017
7e etappe Ronde van Venezuela
2018
7e etappe Ronde van Uruguay

## Resultaten in voornaamste wedstrijden
| Jaar |  | WK op de weg |
| ---- |  | ------------ |
| 2011 |  | opgave       |